# Bryan Rust
Bryan Rust (Pontiac, Míchigan, 11 de mayo de 1992), apodado Rusty, es un jugador profesional estadounidense de hockey sobre hielo que se desempeña en la posición de extremo derecho en Pittsburgh Penguins, equipo de la National Hockey League (NHL).

## Carrera
Fue seleccionado en la tercera ronda en la NHL Entry Draft de 2010. En 2014 hizo su debut profesional con el equipo Pittsburgh Penguins, donde lleva jugando diez temporadas.